# Mondongo cabic
Pour les articles homonymes, voir Cabic.
Le mondongo cabic (ou kabic) est une spécialité à base de tripes, achiote et agrumes, originaire de la péninsule du Yucatán, au Mexique.